# UFC 245
UFC 245: Usman vs. Covington foi um evento de MMA produzido pelo Ultimate Fighting Championship no dia 14 de dezembro de 2019, na T-Mobile Arena, em Las Vegas, Nevada.

## Background
A disputa de cinturão dos meio-médios entre o atual campeão e o vencedor do The Ultimate Fighter: American Top Team vs. Blackzilians Kamaru Usman e o ex-campeão interino dos meio-médios Colby Covington serviu de luta principal da noite.
A disputa de cinturão nos penas entre o atual campeão Max Holloway e Alexander Volkanovski serviu de co-luta principal da noite.
A disputa de cinturão nos galos femininos entre a atual campeã dos galos e dos penas feminino Amanda Nunes e a primeira campeã dos penas feminino do UFC Germaine de Randamie também estava prevista para o evento. O duelo é uma revanche do combate que aconteceu em novembro de 2013 no UFC: Fight for the Troops 3, com Amanda vencendo por nocaute técnico no primeiro round.
Santiago Ponzinibbio era esperado para enfrentar Robbie Lawler no evento. Porém, Ponzinibbio saiu do card no dia 12 de outubro devido a uma infecção por estafilococos. A organização então preferiu retirar Lawler do card.
Sergio Pettis era esperado para enfrentar Kai Kara-France no evento. Entretando, no início de outubro, Pettis informou que não iria renovar a proposta com o UFC e que iria ouvir propostas de outras organizações. Para seu lugar foi chamado Brandon Moreno.
Nas pesagens, a ex-desafiante peso mosca feminino do UFC Jessica Eye falhou ao bater o peso, pesando 131 libras (59.4 kg) ficando 5 libras acima do limite da categoria dos moscas feminino de 126 libras (57.1 kg) em lutas que não valem o cinturão. Ela foi punida com a perda de 30% de sua bolsa que foram para a sua adversária Viviane Araújo.

## Resultados
Nota 1 Pelo Cinturão Peso Meio-Médio do UFC. 

Nota 2 Pelo Cinturão Peso Pena do UFC. 

Nota 3 Pelo Cinturão Peso Galo Feminino do UFC. 

## Bônus da Noite
Os lutadores receberam $50.000 de bônus:
- Luta da Noite:  Kamaru Usman vs.  Colby Covington
- Performance da Noite:  Petr Yan e  Irene Aldana

## Ligações Externas
1. ↑  Nota 1
2. ↑  Nota 2
3. ↑  Nota 3